# Kollūk Daraq
Kollūk Daraq är en ort i Iran.   Den ligger i provinsen Östazarbaijan, i den nordvästra delen av landet, 500 km nordväst om huvudstaden Teheran. Kollūk Daraq ligger 1 875 meter över havet och antalet invånare är 104.
Terrängen runt Kollūk Daraq är huvudsakligen kuperad, men åt nordost är den platt. Runt Kollūk Daraq är det ganska glesbefolkat, med 43 invånare per kvadratkilometer. Närmaste större samhälle är Bāsmenj, 16,9 km väster om Kollūk Daraq. Trakten runt Kollūk Daraq består i huvudsak av gräsmarker.